# Chimay
Chimay (wym. [ʃi'mɛ], wa. Chimai) – miasto w Belgii, w Regionie Walońskim, w prowincji Hainaut, w okręgu Thuin. 1 stycznia 2024 r. liczyła 9691 mieszkańców. Powierzchnia miasta wynosi 198,60 km², a jego gęstość zaludnienia wynosi 49 osób/km².
W mieście znajduje się źródło rzeki Oise. Położone jest też tutaj opactwo Scourmont, skąd pochodzi piwo Chimay.

## Podział administracyjny
W skład miasta wchodzi 14 dzielnic (section):
- Baileux
- Bailièvre
- Barbençon
- Bourlers
- Forges
- L’Escaillère
- Lompret
- Rièzes
- Robechies
- Saint-Remy
- Salles
- Vaulx
- Villers-la-Tour
- Virelles

## Współpraca
Miejscowości partnerskie:
- Conflans-Sainte-Honorine, Francja
- Ramsgate, Wielka Brytania